# بانكس فيوليت
بانكس فيوليت (بالإنجليزية: Banks Violette)‏ هو فنان أمريكي، ولد في 1973 في إثاكا في الولايات المتحدة.